# Rhipidia breviramosa
Rhipidia breviramosa är en tvåvingeart. Rhipidia breviramosa ingår i släktet Rhipidia och familjen småharkrankar.

## Underarter
Arten delas in i följande underarter:
- R. b. breviramosa
- R. b. tovarensis